# Campeonato Rondoniense de Futebol de 2006
O Campeonato Rondoniense de Futebol de 2006 foi a 65.ª edição do torneio, aconteceu entre 4 de março e 4 de junho e reuniu sete equipes. A equipe campeã do campeonato foi a Ulbra, de Ji-Paraná.

## Participantes
- Genus (Porto Velho)
- Ji-Paraná (Ji-Paraná)
- Pimentense (Pimenta Bueno)
- Shallon (Porto Velho)
- Ulbra (Ji-Paraná)
- União Cacoalense (Cacoal)
- Vilhena (Vilhena)

## Primeira Fase
| Pos. | Equipe           | Pts | J  | V | E | D  | GP | GC | SG  |
| ---- | ---------------- | --- | -- | - | - | -- | -- | -- | --- |
| 1    | Ulbra            | 28  | 12 | 9 | 1 | 2  | 47 | 10 | +37 |
| 2    | Vilhena          | 23  | 12 | 7 | 2 | 3  | 25 | 13 | +12 |
| 3    | União Cacoalense | 20  | 12 | 6 | 2 | 4  | 16 | 10 | +6  |
| 4    | Ji-Paraná        | 18  | 12 | 5 | 3 | 4  | 18 | 15 | +3  |
| 5    | Genus            | 15  | 12 | 5 | 0 | 7  | 19 | 30 | -11 |
| 6    | Pimentense       | 12  | 12 | 3 | 3 | 6  | 21 | 18 | +3  |
| 7    | Shallon          | 4   | 12 | 1 | 1 | 10 | 14 | 64 | -50 |

## Fase Final
|  | Semifinais       | Semifinais | Semifinais | Semifinais |   |       | Final | Final | Final | Final |
|  |                  |            |            |            |   |       |       |       |       |       |
|  | Ji-Paraná        | 1          | 2          | 3          |   |       |       |       |       |       |
|  | Ulbra            | 5          | 4          | 9          |   |       |       |       |       |       |
|  | Ulbra            | 5          | 4          | 9          |   | Ulbra | 1     | 0     | 1     |       |
|  |                  |            |            |            |   | Ulbra | 1     | 0     | 1     |       |
|  |                  | Vilhena    | 0          | 1          | 1 |       |       |       |       |       |
|  | União Cacoalense | Vilhena    | 0          | 1          | 1 | 1     | 0     | 1     |       |       |
|  | União Cacoalense |            |            |            |   | 1     | 0     | 1     |       |       |
|  | Vilhena          | 2          | 0          | 2          |   |       |       |       |       |       |